# Lesław Zając
Lesław Zając (Polonia, 10 de octubre de 1950) es un atleta polaco retirado especializado en la prueba de 4x720 m, en la que consiguió ser medallista de bronce europeo en pista cubierta en 1973. Compitió en los 1500 metros en el Campeonato Europeo de Atletismo en Pista Cubierta de 1975 sin llegar a la final. Se convirtió en campeón de Polonia en 1973.

## Carrera deportiva
En el Campeonato Europeo de Atletismo en Pista Cubierta de 1973 ganó la medalla de bronce en los relevos de 4x720 metros, llegando a meta en un tiempo de 6:26.95 segundos, tras Alemania Occidental y Checoslovaquia.